# Chuck McKinley
Chuck McKinley, właśc. Charles Robert McKinley Jr. (ur. 5 stycznia 1941 w Saint Louis, zm. 10 sierpnia 1986 w Dallas) – amerykański tenisista, zwycięzca Wimbledonu w grze pojedynczej i U.S. National Championships w grze podwójnej, zdobywca Pucharu Davisa.

## Kariera tenisowa
W grze pojedynczej McKinley wygrał Wimbledon w 1963 roku, a 2 lata wcześniej był finalistą tych zawodów. W latach 1962–1964 był półfinalistą U.S. National Championships.
W grze podwójnej odniósł triumfy w 1961, 1963 i 1964 w U.S. National Championships, a w 1962 osiągnął finał. W każdej z edycji startował w parze z Dennisem Ralstonem.
W latach 1960–1965 reprezentował Stany Zjednoczone w Pucharze Davisa, zdobywając w 1963 z drużyną trofeum.
W 1986 roku uhonorowany został miejscem w Międzynarodowej Tenisowej Galerii Sławy.

### Finały w turniejach wielkoszlemowych

#### Gra pojedyncza (1–1)
| Końcowy wynik | Nr | Data | Turniej           | Nawierzchnia | Przeciwnik  | Wynik finału  |
| ------------- | -- | ---- | ----------------- | ------------ | ----------- | ------------- |
| Finalista     | 1. | 1961 | Wimbledon, Londyn | Trawiasta    | Rod Laver   | 3:6, 1:6, 4:6 |
| Zwycięzca     | 1. | 1963 | Wimbledon, Londyn | Trawiasta    | Fred Stolle | 9:7, 6:1, 6:4 |

#### Gra podwójna (3–1)
| Końcowy wynik | Nr | Data | Turniej                                   | Nawierzchnia | Partner        | Przeciwnicy                   | Wynik finału              |
| ------------- | -- | ---- | ----------------------------------------- | ------------ | -------------- | ----------------------------- | ------------------------- |
| Zwycięzca     | 1. | 1961 | U.S. National Championships, Forest Hills | Trawiasta    | Dennis Ralston | Rafael Osuna Antonio Palafox  | 6:3, 6:4, 2:6, 13:11      |
| Finalista     | 1. | 1962 | U.S. National Championships, Forest Hills | Trawiasta    | Dennis Ralston | Rafael Osuna Antonio Palafox  | 4:6, 12:10, 6:1, 7:9, 3:6 |
| Zwycięzca     | 2. | 1963 | U.S. National Championships, Forest Hills | Trawiasta    | Dennis Ralston | Rafael Osuna Antonio Palafox  | 9:7, 4:6, 5:7, 6:3, 11:9  |
| Zwycięzca     | 3. | 1964 | U.S. National Championships, Forest Hills | Trawiasta    | Dennis Ralston | Graham Stilwell Mike Sangster | 6:3, 6:2, 6:4             |